# Основна музичка школа “Св. Роман Мелод” Невесиње
Основна музичка школа „Св. Роман Мелод” је основна музичка школа у Невесињу. Налази се на Тргу Благоја Паровића бб.

## Историјат
Основна музичка школа „Св. Роман Мелод” је основана 2005. године. Први смјерови су били клавир и хармоника, а наредних школских година обезбиједили су кадар за инструменте виолина, кларинет, флаута, гитара и соло пјевање. Подручно одјељење школе у Гацку је основано 2008. године. Припремна настава се организује за дјецу узраста од шест до осам, а први разред уписују дјеца са девет година. Основно музичко образовање данас обухвата смјерове клавир, хармоника, гитара, кларинет, флаута, виолина и соло пјевање. Организовали су Васкршњи фестивал српске изворне и народне пјесме „Кол'ко снаге хумска земља има” у Дому културе „Небојша Глоговац”, покровитељ је била општина Невесиње 2019. године. Концерт „Музика и хуманост” су одржали 30. маја 2023, као и Новогодишњи концерт исте године. Добитници су разних награда и признања, неке од њих су прва награда на Петом међународном Сирмијум музичком фестивалу у Сремској Митровици 2021, награда на Другом интернационалном такмичењу пијаниста – Меморијал „Матусја Блум” у Сарајеву, у концертној дворани „Цвјетко Рихтман” и на Музичкој академији Универзитета у Сарајеву 2022, прва награда на Првом међународном такмичењу пијаниста „Требиње класик”, награда на концерту у оквиру обиљежавања Спасовдана, две награде на Интернационалном такмичењу „Примавера” у Бијељини, три прве, једна друга и двије треће награде на 29. Републичком такмичењу музичких школа у Бањалуци и двије прве и шест других награда на Тринаестом Интернационалном фестивалу хармонике „Акордеон арт плус” и Петом Међународном такмичењу пијаниста у Источном Сарајеву 2023. године.